# Меликян, Арман Варданович
Арман Варданович Меликя́н (арм. Արման Վարդանի Մելիքյան; род. 11 марта 1963, Ереван) — армянский дипломат.

## Биография
- 1981—1986 — иранское отделение факультета востоковедения Ереванского государственного университета.
- 1986—1989 — аспирантура института археологии и этнографии Академии наук Армении по специальностям нумизматика и эпиграфика и археология средневековой Армении.
- 1989—1991 — работал в составе спелеоархеологической экспедиции географического общества при АН Армении.
- 1991—1993 — главный эксперт комиссии по внешним сношениям Верховного совета Республики Армения.
- 1993—1999 — возглавлял дипломатическую миссию Армении в Казахстане. Имеет ранг чрезвычайного и полномочного посла.
- 1999—2004 — был послом по особым поручениям министерства иностранных дел Армении.
- 2004—2005 — был министром иностранных дел непризнанной НКР.
- 2006—2007 — советник президента НКР по внешнеполитическим вопросам.
- В феврале 2008 — выдвигался на пост президента Армении.